# Carlos Fernando Borja
Carlos Fernando Borja Bolívar (Cochabamba, 25 de dezembro de 1956) é um ex-futebolista boliviano, que atuava como meia.

## Carreira
Durante toda sua carreira de 20 anos como profissional, defendeu um único clube, o Bolívar. Estreou profissionalmente por La Academía em 1977, aos 20 anos de idade, permanecendo até sua aposentadoria em 1997, tendo feito 532 jogos e marcado 129 gols, sendo o terceiro maior artilheiro da história do clube. Foi onze vezes campeão nacional.

## Seleção
Além do Bolívar, o outro time que o meia defendeu foi a Seleção Boliviana, estreando pelos Verdes em 1979. Com a camisa da Bolívia, Borja jogou 88 partidas e marcou um gol, contra o Uruguai, em 1987.
Borja esteve em 7 edições da Copa América (1979, 1983, 1987, 1989, 1991, 1993 e 1995[carece de fontes?]) e na Copa de 1994, a primeira disputada pela Bolívia depois de 44 anos ausente, sendo o capitão do time.

## Engajamento político
Com a carreira encerrada, Borja entrou para a política, defendendo a causa esportiva em seu país

## Títulos
Bolívar
- Campeonato Boliviano: 1978, 1982, 1983, 1985, 1987, 1988, 1991, 1992, 1994, 1996, 1997 (Apertura)
- Copa da Liga Profesional del Fútbol Boliviano: 1979